# Neobisium latellai
Espèce
Neobisium latellai est une espèce de pseudoscorpions de la famille des Neobisiidae.

## Distribution
Cette espèce est endémique d'Albanie. Elle se rencontre à Valbonë dans la grotte Shpella ë Haxhise.

## Description
Les mâles mesurent de 4,3 à 4,4 mm et les femelles de 5,2 à 5,7 mm.

## Étymologie
Cette espèce est nommée en l'honneur de Leonardo Latella.

## Publication originale
- Gardini, 2018 : Subterranean Neobisium (Pseudoscorpiones: Neobisiidae) from Albania. Revue Suisse de Zoologie, vol. 125, no 1, p. 189-200.